# Horné Otrokovce
Horné Otrokovce (em húngaro: Felsatrak) é um município da Eslováquia, situado no distrito de Hlohovec, na região de Trnava. Tem 9,06 km² de área e sua população em 2018 foi estimada em 860 habitantes.

## Demografia
| Ano:        | 1994 | 2004   | 2014   | 2024   |
| ----------- | ---- | ------ | ------ | ------ |
| Broj ljudi: | 904  | 897    | 865    | 893    |
| Razlika:    |      | -0,77% | -3,56% | +3,23% |

| Ano:               | 2023 | 2024   |
| ------------------ | ---- | ------ |
| Número de pessoas: | 901  | 893    |
| Diferença:         |      | -0,88% |